# Диково (Рыбинский район)
В Ярославской области есть ещё одна деревня Диково, в Некрасовском районе.
Диково  — деревня в Судоверфской сельской администрации Судоверфского сельского поселения Рыбинского района Ярославской области.
Деревня расположена на правом берегу реки Волги (Рыбинского водохрвнилища), выше шлюзов гидроузла, в глубине залива, отделяющего деревню Балобаново от Перебор. К западу от деревни проходит автомобильная дорога Переборы—Судоверфь. От этой дороги через Диково идёт дорога от Болтинского, расположенного к югу, на Балобаново, расположенному к северу.  В целом эти три деревни составляют агломерацию, заполнившую полуостров в Рыбинском водохранилище, при этом полном преобладании Балобаново по своим размерам.
На 1 января 2007 года в деревне числилось 16 постоянных жителей. Почтовое отделением в Судоверфи обслуживает в деревне 10 домов.